# Koudekerk aan den Rijn
Koudekerk aan den Rijn is een dorpskern van de gemeente Alphen aan den Rijn, in de Nederlandse provincie Zuid-Holland. Tot 1991 was het een zelfstandige gemeente. Op 1 januari 2023 had Koudekerk 4.130 inwoners op een oppervlakte van 1028 ha. Koudekerk is gelegen aan de noordzijde van de Oude Rijn.
Ten westen van Koudekerk ligt Leiderdorp en ten oosten het voormalige Oudshoorn (sinds 1918 met Aarlanderveen en Alphen opgenomen in de gemeente Alphen aan den Rijn).

## Geschiedenis
Koudekerk aan den Rijn draagt deze naam sinds 1 januari 1938 om het te onderscheiden van het dorp Koudekerke op het eiland Walcheren in de provincie Zeeland.
Koudekerk aan den Rijn is een oud dorp met een geschiedenis die terug gaat tot de 12e eeuw (overigens staat vast dat er ook in de vroege middeleeuwen al bewoning en ontginning was). Volgens de historicus Oudaan zou de naam van het dorp te danken zijn aan een oud Germaans volk, de Chauken. Een andere uitleg is dat hier een kerk werd gesticht op een zeer koude plaats. Beide verklaringen berusten hoogstwaarschijnlijk op een fabeltje.
Nieuwere inzichten stellen dat "koude" een middeleeuwse uitlating is voor "verlaten". "Koudekerk" zou dan betekenen "plaats waar een verlaten kerkje was". Helemaal niet zo vreemd als men bedenkt dat de Vikingen tijdens hun strooptochten verschillende keren vlak langs Koudekerk zijn gevaren. Waarschijnlijk legden ze zelfs wel aan, omdat eb en vloed in de Rijn, voor haar verzanding bij Katwijk in de 11e eeuw, tot Koudekerk merkbaar was. Opvallend is dat in Duitsland een plaats met de naam Kaldenkirchen bestaat, die uit de dertiende eeuw dateert. De naam wordt in Duitsland verklaard door het feit dat de plaats haar naam ontleent aan haar toen nog niet ingewijde (= koude) dorpskerk. Ook in België en Frankrijk bestaan (c.q. bestonden) plaatsen met gelijksoortige namen; in België een inmiddels verdwenen plaats onder Heist en in Frankrijk een plaats thans bekend als Koudekerke-Dorp, in de Franse Westhoek (ofwel Frans-Vlaanderen) dat ooit behoorde tot de voormalige Habsburgse Nederlanden.
In tegenstelling tot veel oude plaatsen die in het Hollandse laagland verder van de Oude Rijn afliggen had de graaf van Holland hier geen directe invloed op de ontginning. De toenmalige Koudekerkers hadden al een strook met een diepte van een paar honderd meter tot een kilometer ten noorden vanaf de Rijnoever als akkerland ontgonnen voordat de graaf zich met de ontginning ging bemoeien. De Koudekerkers kregen het privilege op eigen doft tot een diepte van ongeveer twee kilometer noord vanaf de Rijn akkerland te creëren met als grens de aan te leggen Ruige-kade. Noordelijk daarvan ging de door de graaf geleide ontginning van start. Bijzonder is dat diezelfde Ruige-kade altijd de grens is geweest van voorheen de heerlijkheid en later de gemeente Koudekerk.
Koudekerk speelde ook een rol in de Hollandse politiek eind 14e eeuw. Immers Aleid van Poelgeest, het liefje van Albrecht, graaf van Holland, én min of meer een Kabeljauw, kwam van het slot Klein Poelgeest. Zij werd op een avond in 1392 samen met Willem Cuser, jachtmeester van de graaf, in de tuin van het grafelijk hof - dat is nu het Buitenhof - vermoord. Albrecht was niet blij en nam voortvarend wraak op de Hoeken.
Tot 1 januari 1991 was Koudekerk aan den Rijn een zelfstandige gemeente, waarna het onderdeel werd van Rijneveld, wat tussen 1993 en 2013 Rijnwoude heette. Vanaf 1 januari 2014 valt Koudekerk onder de gemeente Alphen aan den Rijn.

## Afkomstig uit Koudekerk aan den Rijn
- Armin van Buuren, dj
- Daphne Lammers, RTL-nieuwslezeres
- Hans Nieuwenburg, waterpolospeler
- Maartje Offers, klassiek zangeres

## Woonachtig geweest in Koudekerk aan den Rijn
- Aleid van Poelgeest, minnares van de graaf van Holland, op jeugdige leeftijd vermoord

## Verkeer en vervoer
Koudekerk aan den Rijn is met de auto bereikbaar via de autoweg N11, afrit 8 (Alphen aan den Rijn-West). Er zijn twee bruggen over de Oude Rijn: van Hazerswoude-Rijndijk naar Koudekerk aan den Rijn en van Alphen aan den Rijn (industrieterrein Rijnwetering) naar Koudekerk aan den Rijn (Maximabrug).

## Bezienswaardigheden
De monumentale gotische dorpskerk is een van de oudste bouwwerken in Koudekerk aan den Rijn. Nabij de Oude Rijn bevindt zich als enige overblijfsel van het vroegere poortgebouw van het voormalige kasteel Groot Poelgeest een achthoekig torentje. Het voormalig kasteel is ook als Huis te Horn bekend.
Rond Koudekerk aan den Rijn bevinden zich ook diverse poldermolens, waaronder de Hondsdijkse Molen en de Lagewaardse Molen. Laatstgenoemde molen moest door de aanleg van de HSL van zijn oorspronkelijke plaats in Leiderdorp verplaatst worden. Bij grote wateroverlast kunnen de molens als reservegemaal worden ingezet.
De boerderij De Tol is een rijksmonument. Oorspronkelijk stond hier het kasteel Den Toll.

## Trekkertrek Familiedag
In het dorp vindt jaarlijks op de eerste zaterdag van augustus de Trekkertrek Familiedag plaats. Dit is een wedstrijd waarbij met tractoren een sleepwagen zo ver mogelijk moet worden getrokken. Ook zijn er diversie attracties en is er livemuziek. De Trekkertrek Familiedag vindt plaats op het terrein van Stichting Trekkertrek aan de J.G. van der Stoopweg.

## Zie ook

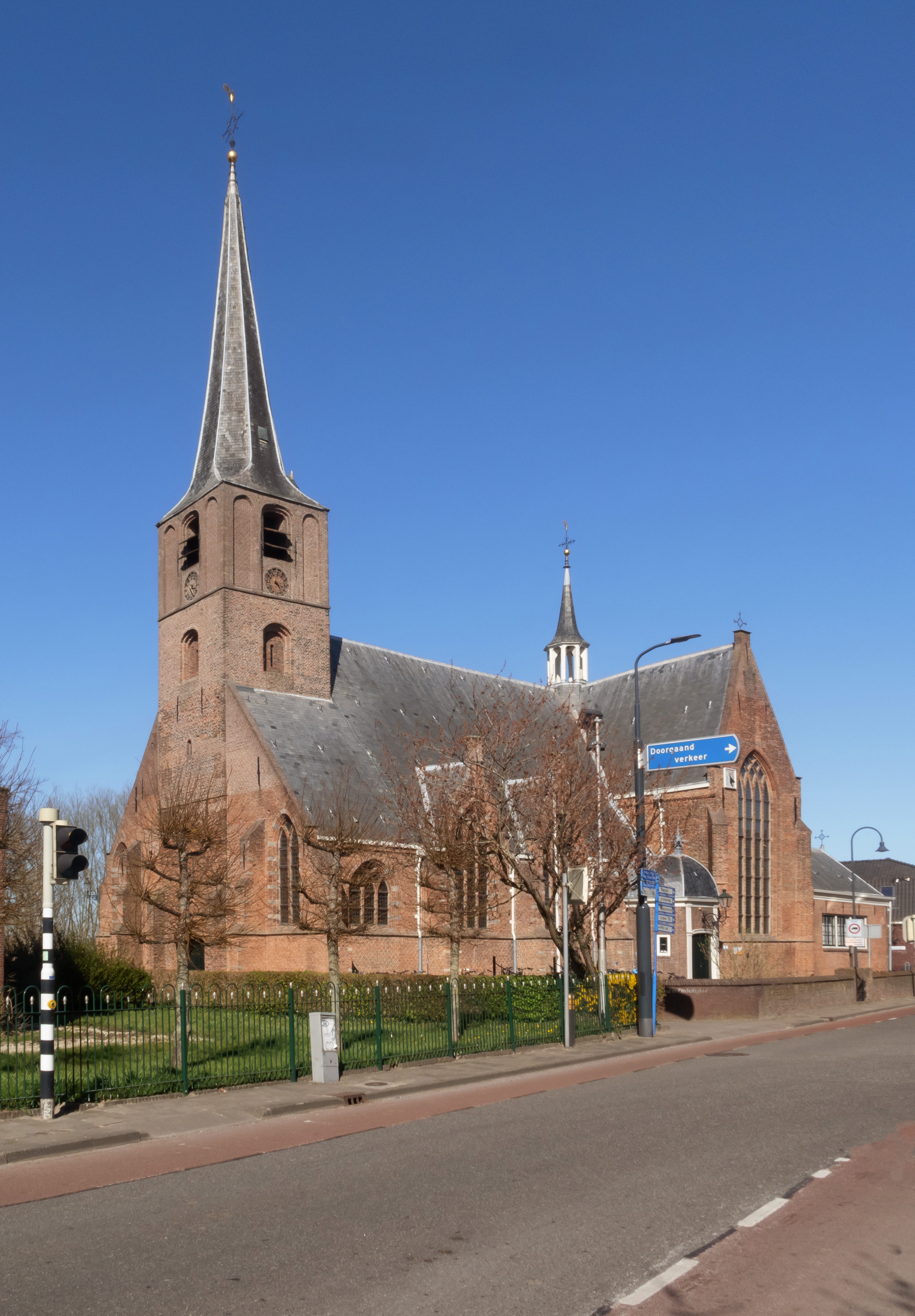
Nederlands Hervormde kerk
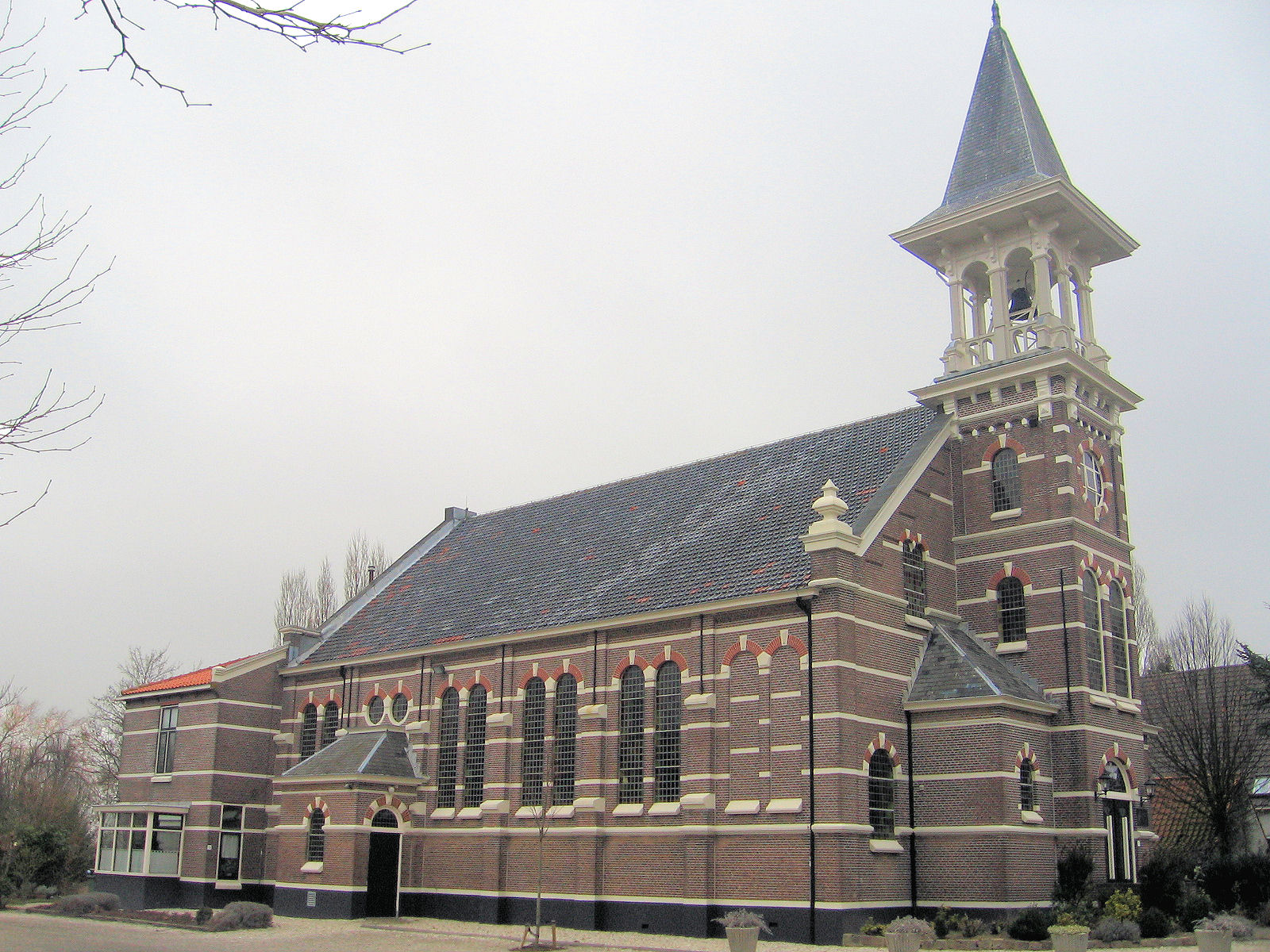
Gereformeerde kerk, 19e eeuw.
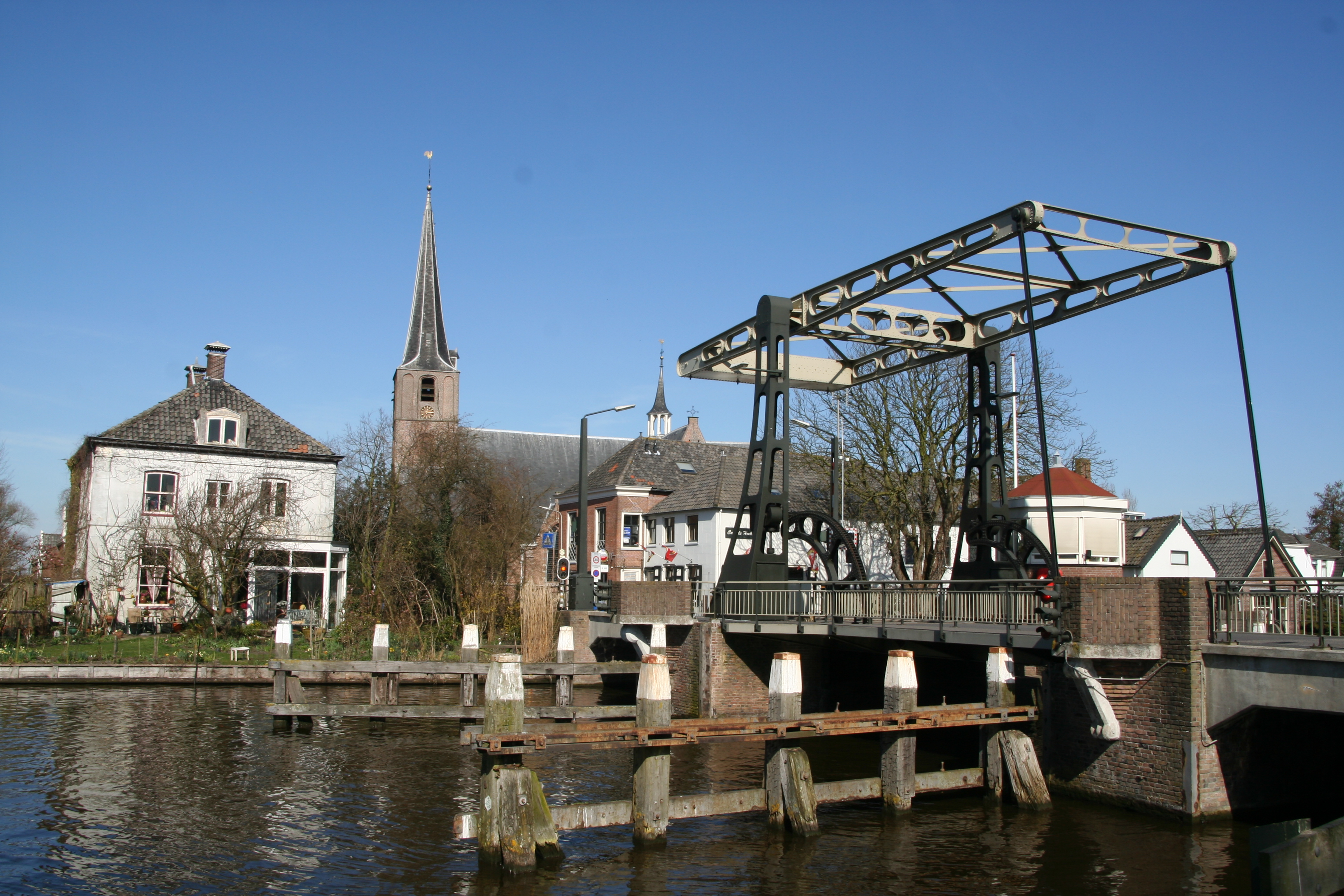
Ophaalbrug over de Oude Rijn
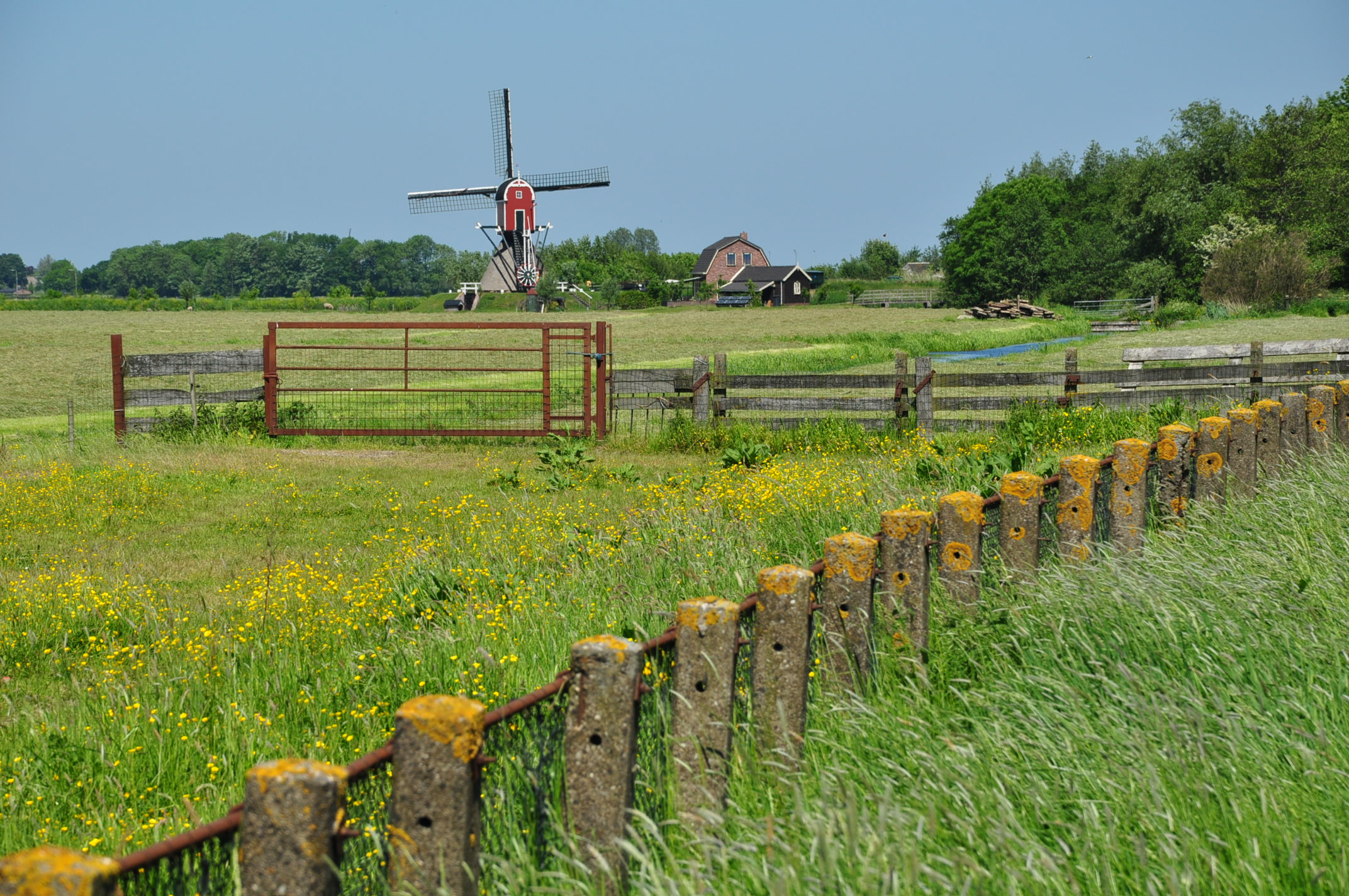
De Lagenwaardse polder met de Lagenwaardse molen
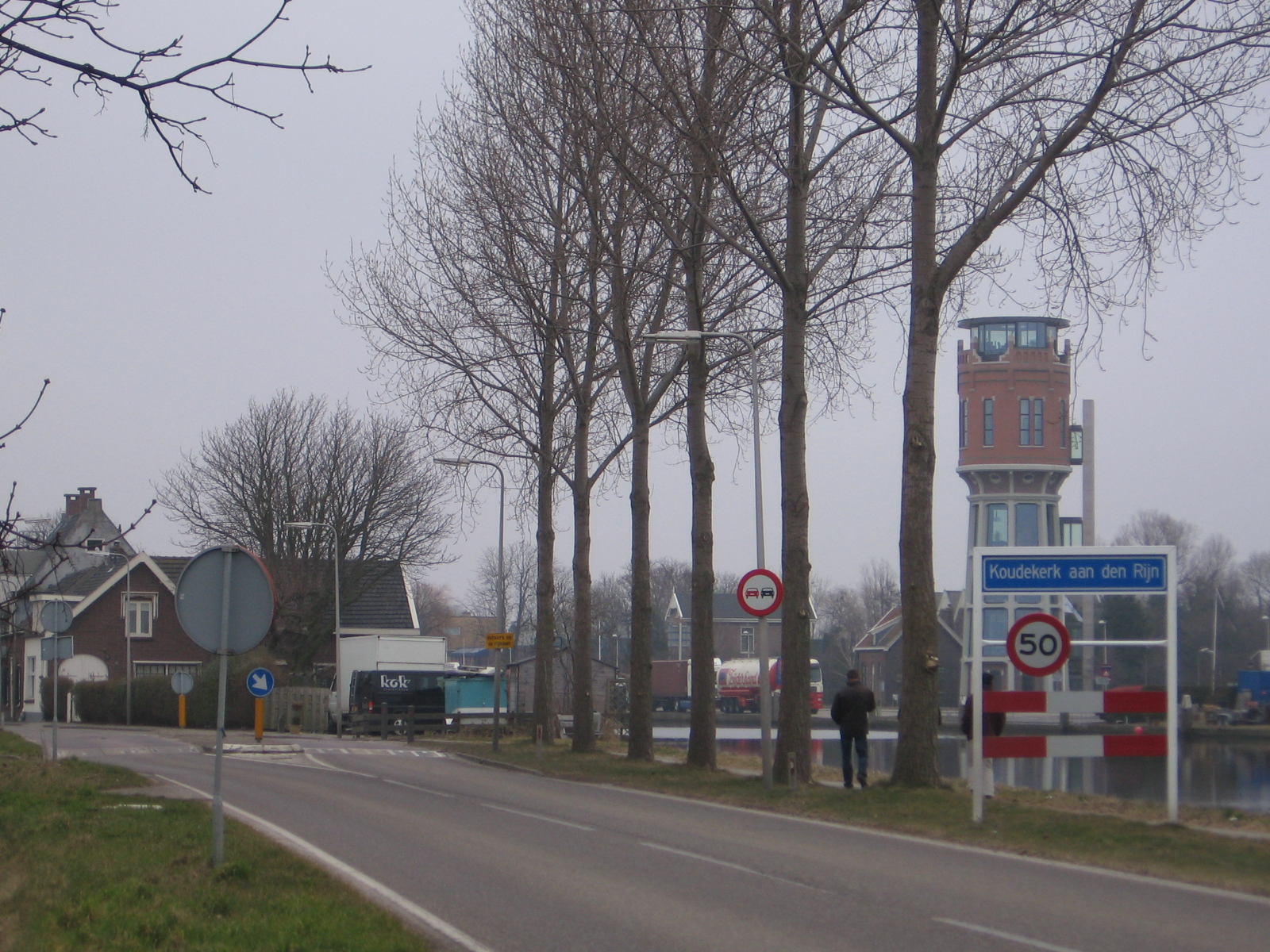
Entree Koudekerk met watertoren Hazerswoude-Rijndijk
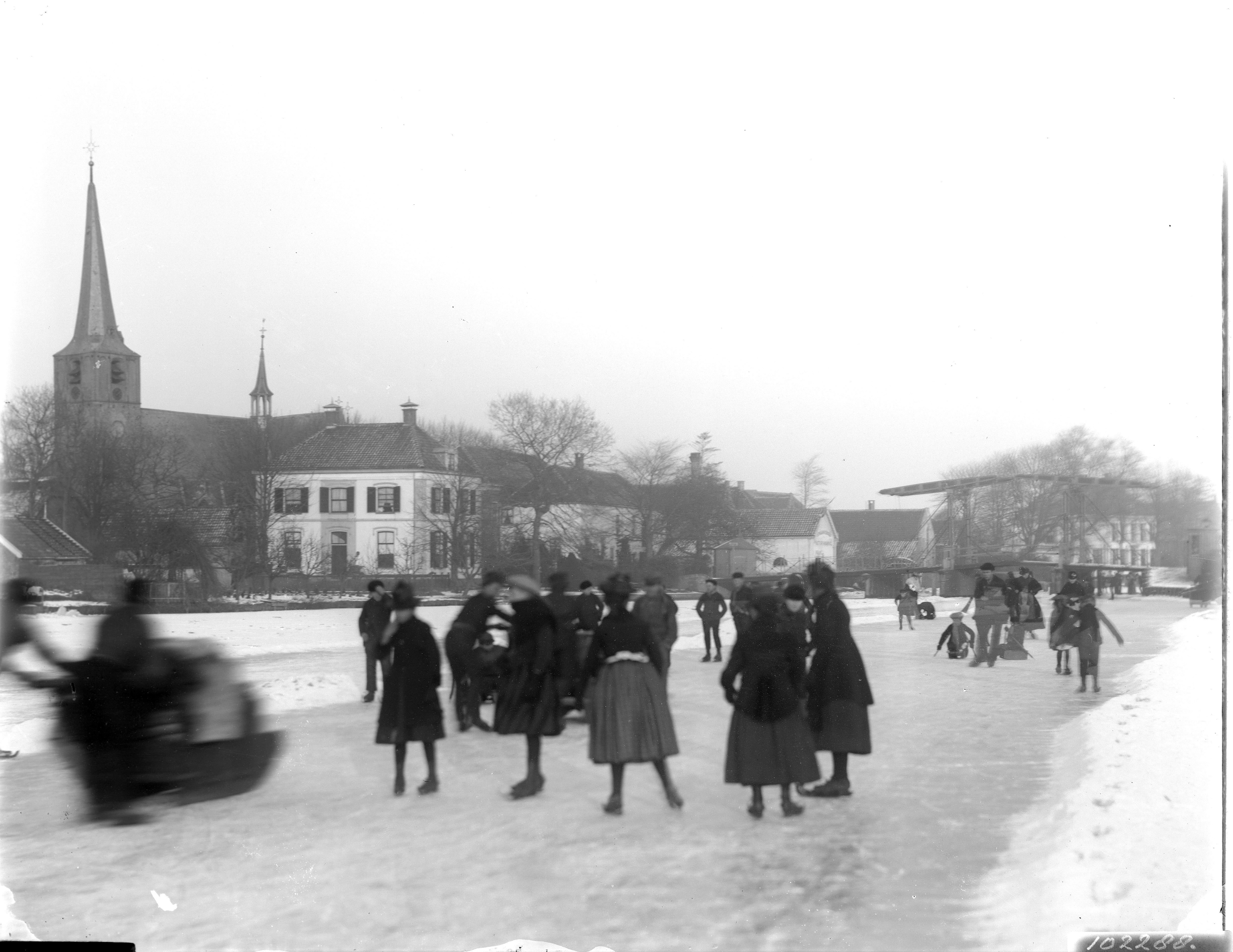
IJspret op Oude Rijn, ca 1900 (Erfgoed Leiden)